# Treffen am Ossiacher See
Treffen am Ossiacher See (en slovène : Trebinje) est une commune autrichienne du district de Villach-Land en Carinthie.

## Géographie

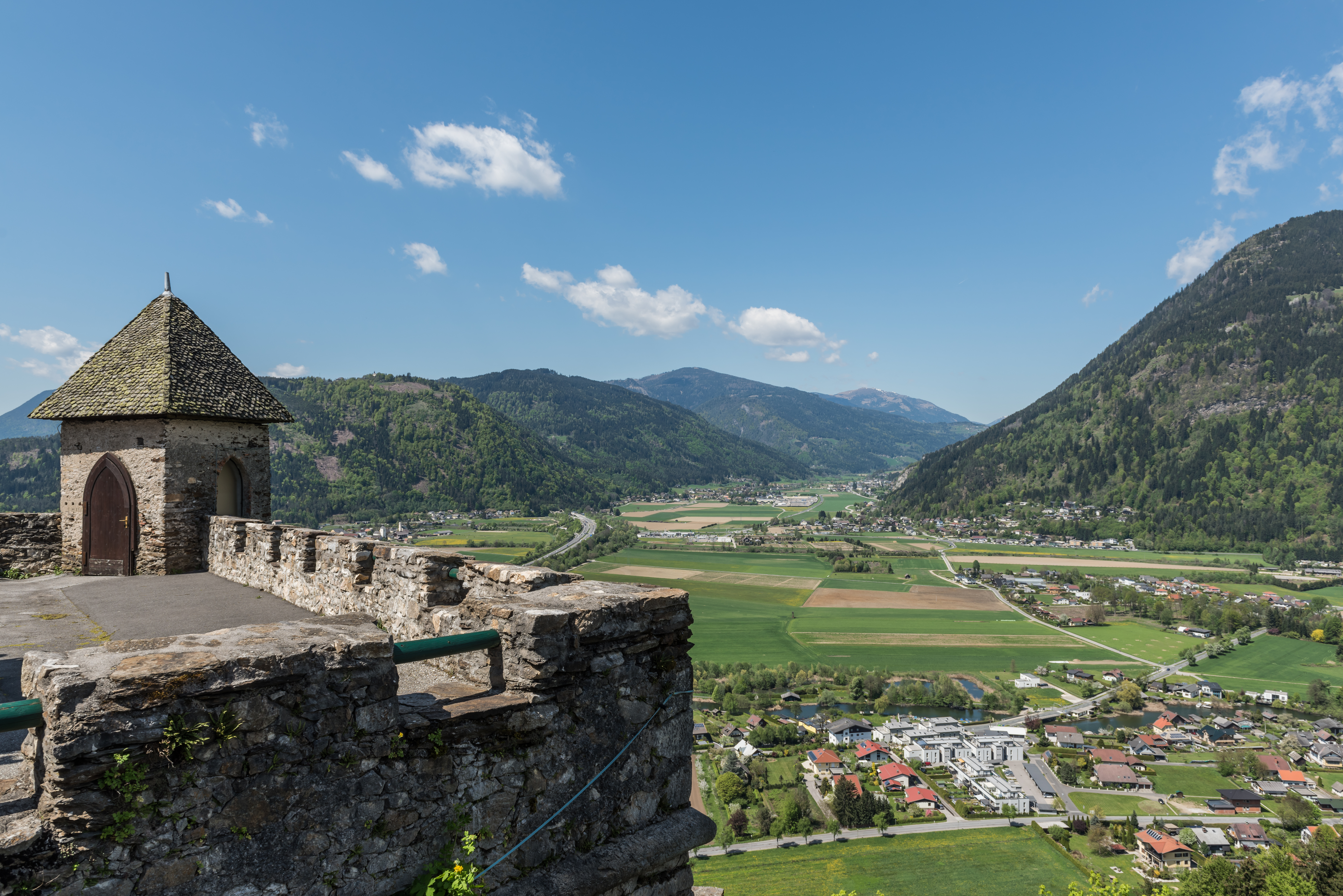
Vue sur la vallée de Treffen depuis le château de Landskron.

La commune se trouve au pied des Alpes de Gurktal et le mont Gerlitzen, à 8 kilomètres au nord de Villach. À l'est, le territoire communal s'étend jusqu'au bord du lac Ossiacher See.

## Histoire
La région a été habitée depuis l'Antiquité : les Romains y extraient du marbre blanc ; selon l'Itinéraire d’Antonin et la table de Peutinger, une route romaine part de Sanctium (Villach) dans la vallée de la Drave et mène à la ville de Virunum (près de l'actuelle commune de Maria Saal).
Le nom de Treffen est d'origine slave, du temps de la principauté de Carantanie qui est apparue à la seconde moitié du VIIe siècle. On trouve la première mention du manoir de Trebina dans un acte de 860, où le roi Louis II de Germanie cède les biens à l'archevêque Adalwin de Salzbourg. Peu après, en 876, son fils Carloman de Bavière les remet à l'abbaye d'Ötting. En 1007 le manoir a été acquis par le roi Henri II.

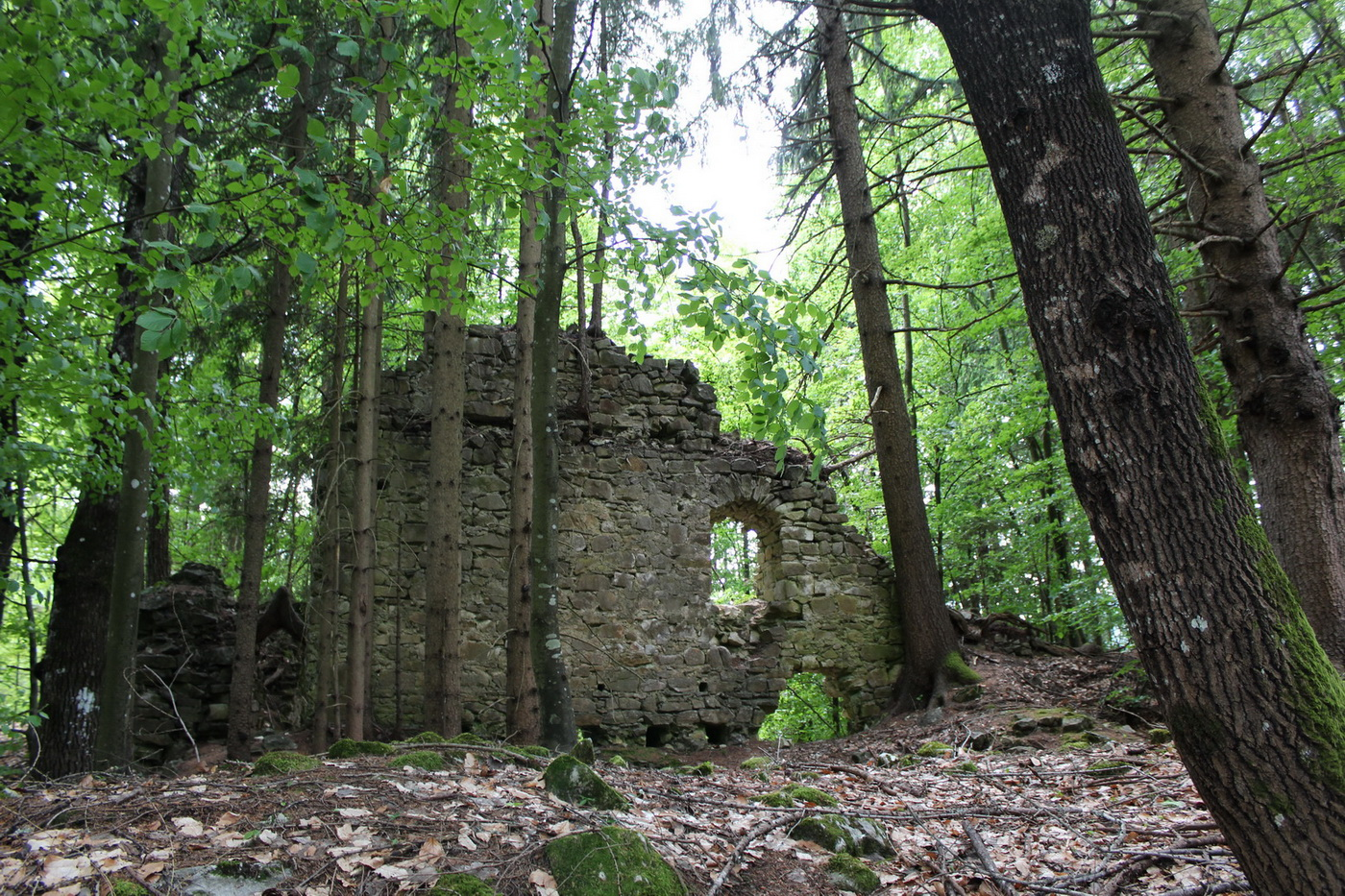
Les ruines du château.

Au XIIe siècle, un château a été construit au-dessus de Treffen à la demande du comte Markwart d'Eppenstein qui devient duc de Carinthie en 1073. À partir de 1163, la forteresse était la possession des patriarches d'Aquilée ; elle a été assiégée par les troupes du duc Hermann II de Carinthie et des archevêques de Salzbourg. Les ducs Othon (mort en 1310) et Henri de Goritz (mort en 1335) recevraient le château comme gage, leurs successeurs de la maison de Habsbourg concédèrent la seigneurie de Treffen à la famille de Liechtenstein. Lors du conflit militaire avec le roi Mathias Corvin, la forteresse est démantelée par les forces de l'empereur Frédéric III en 1489.
Au XVIe siècle, les Liechtenstein créèrent un nouveau château dans la vallée. En 1818 le comte Peter von Goëss acheta les domaines.

## Personnalités
- Rudolf Kattnigg (1895–1955), compositeur, pianiste et chef d'orchestre.
- Herwig Kircher (1955-), footballeur.

## Jumelages
La commune de Treffen est jumelée avec :
- Öhringen (Allemagne) depuis 1995
- Capriva del Friuli (Italie)